# Clemens August Waldbott von Bassenheim-Bornheim
Clemens August Freiherr Waldbott von Bassenheim-Bornheim (* 21. Juni 1803 in Bornheim; † 25. April 1872 in Koblenz) war ein deutscher Adliger und Politiker aus der Linie Bornheim des Adelsgeschlechtes Waldbott von Bassenheim.

## Leben
Waldbott von Bassenheim-Bornheim war der Sohn des Amtsmanns des Amtes Brühl Maximilian Friedrich Waldbott von Bassenheim-Bornheim (* 21. Juni 1763) und dessen Ehefrau Maria Anna geborene Freiin von Guttenberg. Er war katholisch und heiratete 1830 Auguste Freiin von der Bongart (* 6. Mai 1807), die Besitzerin des Rittergutes Bergerhausen und des Hofes zu Ving.
Waldbott von Bassenheim-Bornheim war Ritterhauptmann des rheinischen ritterbürtigen Adels und Ehrenritter des Malteserordens. Er arbeitete als Direktor der rheinischen Provinzialfeuersocietät und wurde am 17. Dezember 1860 zum königlichen Kammerherren und am 2. November 1861 zum Schlosshauptmann in Koblenz ernannt.
Er war Bürgermeister von Blatzheim und gehörte dem Provinziallandtag der Rheinprovinz im Stand der Ritterschaft an und war seit 1851 dessen Provinziallandtagsmarschall (Landtagspräsident).